# Arshagouhi Teotig
Arshagouhi Teotig (en arménien : Արշակուհի Թեոդիկ), née Arshagouhi Djezvédjian (arménien : Արշակուհի Ճեզվեճեան) le 11 octobre 1875 à Constantinople et morte le 2 janvier 1922 à Lausanne, est une enseignante et écrivaine arménienne.

## Biographie
Arshagouhi Djezvédjian naît dans le quartier stambouliote d'Ortaköy le 11 octobre 1875. Son père, Bedros Djezvédjian (Cezveciyan), est propriétaire d'une maison d'édition dans la capitale ottomane.
Elle fait ses études primaires au Collège Nunyan-Varduhyan College situé dans le quartier de Samatya.
En 1895, elle se rend en Angleterre et continue ses études au Westland High School de Scarborough, puis à Paris. Là, elle participe à la rédaction du dictionnaire franco-arménien d'Ambroise Calfa.
En 1898, elle retourne à Constantinople, où elle travaille pour son ancienne école primaire et pour le séminaire d'Üsküdar. Elle écrit pour la presse arménienne stambouliote, notamment pour les périodiques Dzaghig, Manzouméi Efkéar, Surhantag, Puzantion ou encore Jamanak.
En 1902, elle se marie avec l'écrivain arménien Teotig. Avec son mari, elle participe à la rédaction de l’Almanach pour tous,. Arshagouhi Teotig est aussi durant ces années une membre active de diverses associations féminines arméniennes de la capitale ottomane, notamment de l'Azkanever (Société des dames arméniennes), de la Ligue des femmes arméniennes ainsi que l'Union des femmes arméniennes de Constantinople, qu'elle fonde.
En 1909, lors des massacres d'Adana, Arshagouhi Teotig se rend sur place. Elle en tire un ouvrage intitulé Un mois en Cilicie.
Pendant et après le génocide arménien, elle réunit, dans le cadre de la Société des dames arméniennes, des témoignages et des documents qu'elle fait publier en français dans un ouvrage intitulé Témoignages inédits sur les Atrocités Turques commises en Arménie.
Les exactions dont est victime son mari Teotig pendant et après son incarcération en 1915-1916 ont de lourdes conséquences sur la santé de sa femme. Elle est envoyée en 1920 à Lausanne, en Suisse, pour être soignée, mais y meurt deux ans plus tard, le 2 janvier 1922.

## Publications
- (hy) Ամիս մը'ի Կիլիկիա [« Un mois en Cilicie »], Constantinople, Impr. V. et H. Der Nersissian,‎ 1910, 213 p. (lire en ligne )
- (hy) Արդի բարոյագիտութիւնը : Միջին եւ բարձրագոյն Ա դասընթացք [« L'éthique moderne »], Constantinople, Impr. H. Keledjian,‎ 1911, 230 p. (lire en ligne )